# Mr.Children 2005-2010 ＜macro＞
《Mr.Children 2005-2010 ＜macro＞》(Mr.Children 니센고 니센쥬 마크로)는 Mr.Children의 베스트 음반이다. 2012년 5월 10일에 《Mr.Children 2001-2005 ＜micro＞》와 함께 발매됐다.
2005년부터 2010년까지 발표한 싱글과 음반의 수록곡이 수록되어 있다.

## 수록곡
1. Worlds end
2. 우리들의 소리 (僕らの音)
3. 혜성(箒星)
4. 증표(しるし)
5. 페이크(フェイク)
6. 채색(彩り)
7. 여행의 노래(旅立ちの唄)
8. GIFT
9. HANABI
10. 꽃의 향기(花の匂い)
11. 에소라(エソラ)
12. fanfare
13. 의태(擬態)
14. 365일(365日)

## 차트 순위
| 차트                      | 최고순위 |
| ------------------------- | -------- |
| 오리콘 주간 음반 차트     | 1        |
| 빌보드 재팬 탑 앨범       | 1        |
| 오리콘 연간 음반 (2012년) | 1        |

| 기관        | 인증   | 출하수     |
| ----------- | ------ | ---------- |
| 일본 (RIAJ) | 밀리언 | 1,000,000+ |